# Ana de la Reguera

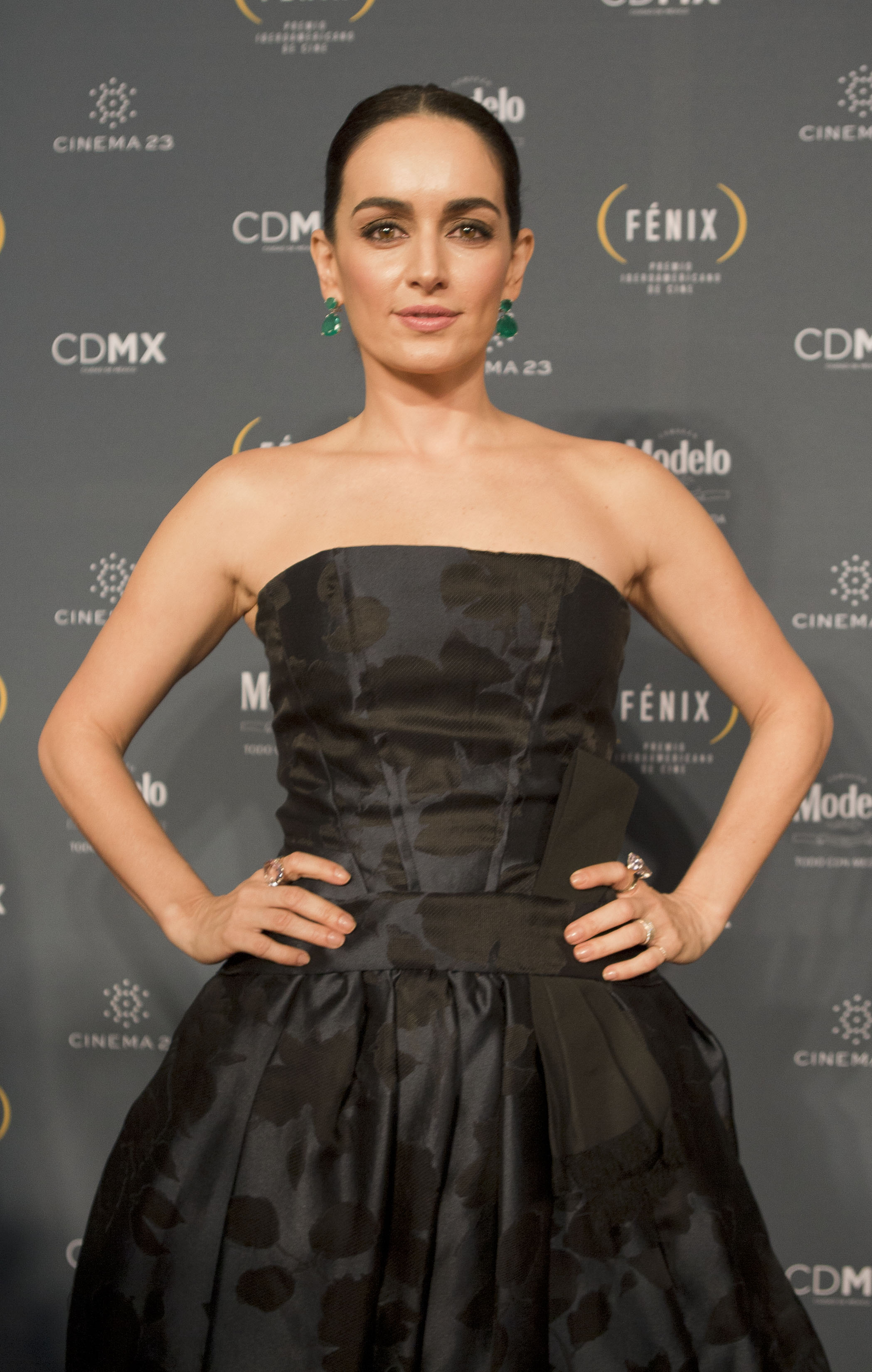
Ana de la Reguera (2014)

Ana de la Reguera (właśc. Anabell Gardoqui de la Reguera, ur. 8 kwietnia 1978 w Veracruz) – meksykańska aktorka i tancerka. Wystąpiła m.in. w serialach Mogło być gorzej, Goliath i Power. 

## Filmografia
- 1996: Azul jako Cecilia
- 1997: Pueblo chico, infierno grande jako Priscila
- 2002: Sekret Esperanzy (Secreto de Esperanza, Un) jako Lety
- 2002: Cara o cruz jako Mariana Medina / Aida
- 2002: Por tí jako Maria
- 2003: Ladies’ Night jako Ana
- 2003: Luciana y Nicolás jako Luciana
- 2004-2005: Wieczny płomień miłości (Gitanas) jako María Salomé
- 2006: Nacho Libre[1] jako siostra Encarnacion
- 2010: Fujary na tropie (Cop Out) jako Gabriela
- 2010: Mogło być gorzej (Eastbound & Down)[1]  jako Vida
- 2011: Kowboje i obcy (Cowboys & Aliens)[1]  jako María
- 2014: Księga życia (The Book of Life) jako Carmen
- 2014: Sun Belt Express jako Ana (głos)
- 2014: Klątwa Jessabelle (Jessabelle) jako Rosaura
- 2015: Narcos[1] jako Elisa Alvaro
- 2016: Od zmierzchu do świtu[1] jako Venganza Verdugo
- 2016: Jane the Virgin[1] jako Paola
- 2017: Ponad wszystko (Everything, Everything)[1] jako Carla
- 2017: Twin Peaks[1] jako Natalie
- 2017-2019: Power jako Alicia Jimenez
- 2018: Collisions jako Yoana
- 2018-2019: Goliath jako Marisol Silva
- 2020: Ana jako Ana
- 2021: Armia umarłych jako Cruz
- 2021: The Forever Purge jako Adela